# HD44780
Die integrierte Schaltung Hitachi HD44780 ist die De-facto-Industriestandard-Steuereinheit für kleine alphanumerische Dot-Matrix-LCD-Module. Sie übernimmt die Darstellung von Text durch ein integriertes Zeichengenerator-ROM und kümmert sich um die komplette Ansteuerung inklusive Erzeugung aller benötigten Signale für das Display. Der ursprüngliche Hitachi HD44780 wird nicht mehr gefertigt, jedoch existieren zahlreiche zumeist voll kompatible Nachbauten und LCD-Steuereinheiten, wie zum Beispiel Sunplus SPLC780A1, Sitronix ST7066 oder Samsung KS0066. 

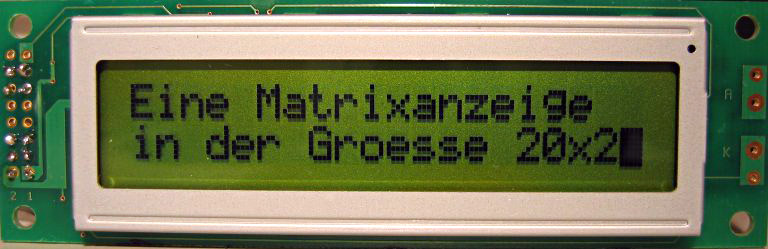
LCD-Anzeigemodul mit 20 × 2 Zeichen

## LCD-Anzeigemodule nach HD44780-Standard

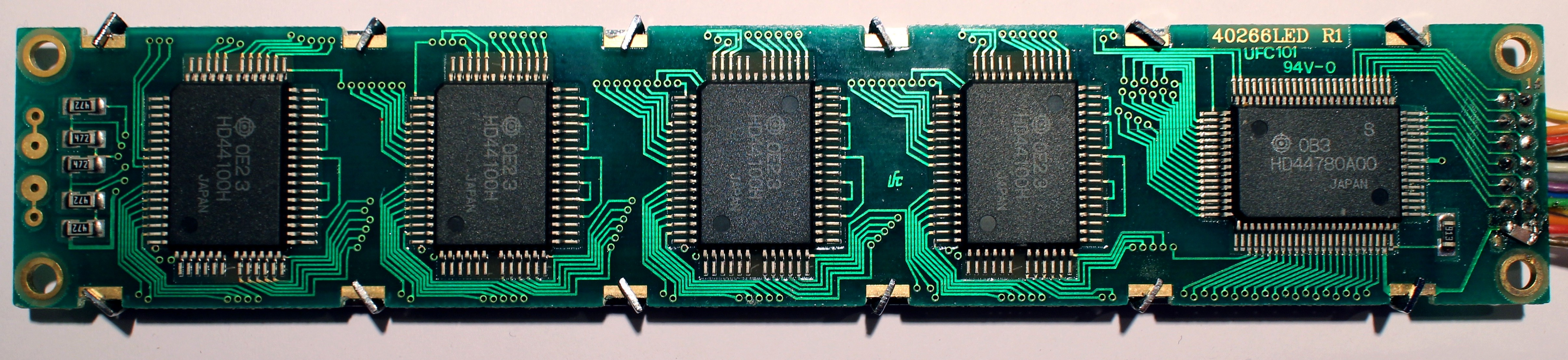
HD44780 LCD-Controller (ganz rechts) und vier HD44100 LCD-Treiberbausteine auf der Rückseite eines LCD-Moduls

In alten LCD-Modulen war der HD44780 als Thin Quad Flat Package-Baustein (TQFP-Baustein) aufgelötet, in neuen LCD-Modulen sind beinahe ausschließlich Nachbauten des HD44780 zu finden, welche direkt auf die Platine gebondet sind (COB-Technik). Solche Anzeigemodule sind in den Konfigurationen 8 × 1 Zeichen bis 40 × 4 Zeichen verfügbar und enthalten den HD44780 sowie falls erforderlich den Spaltentreiber HD44100 bereits auf dem Modul integriert. Das Anzeigemodul ist somit bereits anschlussfertig für die Verwendung in Mikrocontroller-Schaltungen und Mikroprozessor-Bussystemen. HD44780-kompatible LCD-Module existieren heute in fast allen erdenklichen Farbkombinationen der Hintergrundbeleuchtung und Polarisation und sind im Preis rapide gefallen, so ist beispielsweise ein hinterleuchtetes Anzeigemodul mit 16 × 2 Zeichen bereits unter 7 Euro erhältlich.

## Verwendung
Aufgrund des niedrigen Preises, der guten Verfügbarkeit von vielen Herstellern und der leichten Ansteuerung findet man diese Anzeigemodule in vielen Kopierern, Faxgeräten, Laserdruckern, Netzwerkgeräten (zum Beispiel Router, Switches, Server) sowie in Mess- und Industriegeräten zur Bedienerführung und Ausgabe von Statusinformationen. HD44780-kompatible LCD-Module sind auch bei Elektronikbastlern in Verbindung mit Mikrocontrollern und in der PC-Moddingszene zur Ausgabe von Systeminformationen (zum Beispiel Prozessorlast) über den LPT-Anschluss beliebt.
HD44780-kompatible LCD-Module dienen als generische Lösung für ein breites Anwendungsspektrum.
In Massenprodukten wie Videorekordern, Tunern/HiFi-Verstärkern oder DVD-Playern kommen hingegen oft herstellerspezifisch gefertigte anwendungsspezifische Anzeigen (LCD oder Fluoreszenzdisplay) zum Einsatz, die spezielle Symbole oder Grafiken enthalten.

## Anschluss an Mikrocontroller

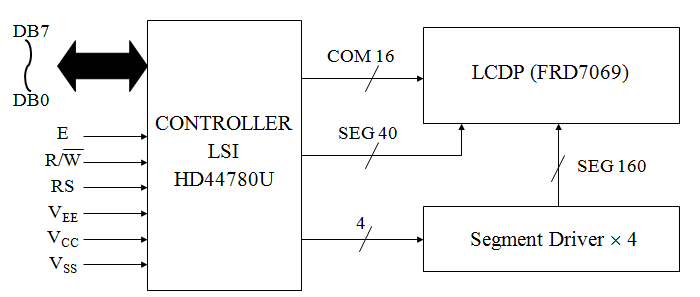
Blockdiagramm mit HD44780 und vier HD44100-LCD-Treibern

Die Kommunikation mit dem Mikrocontroller erfolgt parallel im 4-Bit- oder 8-Bit-Modus. Auch bei 8-Bit-Mikrocontrollern wird häufig die 4-Bit-Ansteuerung bevorzugt, da diese vier I/O-Leitungen weniger benötigt.
| Symbol    | Art   | Beschreibung             |
| --------- | ----- | ------------------------ |
| VSS = GND | Masse | Massebezug               |
| RS        | I     | 0 = Befehl, 1 = Daten    |
| R/W       | I     | 0 = schreiben, 1 = lesen |
| E         | I     | Enable                   |
| D4        | I/O   | Daten-Bit 0 (LSB)        |
| D5        | I/O   | Daten-Bit 1              |
| D6        | I/O   | Daten-Bit 2              |
| D7        | I/O   | Daten-Bit 3 (MSB)        |

| Symbol    | Art   | Beschreibung             |
| --------- | ----- | ------------------------ |
| VSS = GND | Masse | Massebezug               |
| RS        | I     | 0 = Befehl, 1 = Daten    |
| R/W       | I     | 0 = schreiben, 1 = lesen |
| E         | I     | Enable                   |
| D0        | I/O   | Daten-Bit 0 (LSB)        |
| D1        | I/O   | Daten-Bit 1              |
| D2        | I/O   | Daten-Bit 2              |
| D3        | I/O   | Daten-Bit 3              |
| D4        | I/O   | Daten-Bit 4              |
| D5        | I/O   | Daten-Bit 5              |
| D6        | I/O   | Daten-Bit 6              |
| D7        | I/O   | Daten-Bit 7 (MSB)        |

1. 1 2  I = Input (Eingabeleitung), O = Output (Ausgabeleitung)
2. 1 2  wenn nicht gelesen bzw. das Busy-Flag abgefragt werden muss, kann diese Leitung auch fix auf 0 gesetzt werden.

Bei 4-Bit-Ansteuerung erfolgt die Übertragung der Daten in zwei hintereinander gesendeten Hälften (Nibbles).
Der elektrische Anschluss ist nicht normiert, jedoch existiert ein Quasistandard, an den sich die meisten Hersteller halten. Es ist dennoch empfehlenswert, vor der Inbetriebnahme eines Anzeigemoduls das Datenblatt zu konsultieren, da bei manchen Modulen die Leitungen für die Stromversorgung (GND=VSS und VCC) vertauscht sind, und einige seltene Exemplare ganz vom Quasistandard abweichen. Ein falscher Anschluss der Stromversorgung kann zur sofortigen Zerstörung des Moduls führen.
| Pin Nr. | Symbol    | Art             | Funktion                           |
| ------- | --------- | --------------- | ---------------------------------- |
| 1       | VSS = GND | Stromversorgung | Masse                              |
| 2       | VCC       | Stromversorgung | + 5 V                              |
| 3       | VEE       | Stromversorgung | Kontrastspannung                   |
| 4       | RS        | Datenleitung    | 0 = Befehl, 1 = Daten              |
| 5       | R/W       | Datenleitung    | 0 = schreiben, 1 = lesen           |
| 6       | E         | Datenleitung    | Enable                             |
| 7       | D0        | Datenleitung    | Datenleitung 0                     |
| 8       | D1        | Datenleitung    | Datenleitung 1                     |
| 9       | D2        | Datenleitung    | Datenleitung 2                     |
| 10      | D3        | Datenleitung    | Datenleitung 3                     |
| 11      | D4        | Datenleitung    | Datenleitung 4                     |
| 12      | D5        | Datenleitung    | Datenleitung 5                     |
| 13      | D6        | Datenleitung    | Datenleitung 6                     |
| 14      | D7        | Datenleitung    | Datenleitung 7                     |
| 15      | A         | Stromversorgung | Hintergrundbeleuchtung Anode (+)   |
| 16      | K         | Stromversorgung | Hintergrundbeleuchtung Kathode (−) |

1. 1 2  Falls eine Hintergrundbeleuchtung vorhanden ist. Bei einigen Modulen muss 5 V angelegt werden, bei anderen ist der Strom durch einen Vorwiderstand zu begrenzen.

## Schrift und Zeichensatz
Das interne CGROM (Zeichengenerator-ROM) enthält 208 Zeichen in einer 5×8-Matrix, sowie 32 Zeichen in einer 5×10-Matrix,
letztere wird jedoch bei fast keinem LCD-Modul verwendet. Darüber hinaus existiert ein CGRAM (ein Zeichengenerator-RAM), in welches 8 benutzerdefinierte Zeichen in einer 5×8-Matrix bzw. 4 Zeichen in einer 5×10-Matrix hochgeladen werden können.
Somit können beispielsweise auch Grafiken, Umlaute, kyrillische Zeichen oder Balkengrafiken auf solchen Modulen angezeigt werden, welche diese Symbole nicht im internen CGROM enthalten.
Der gebräuchlichste Standard-Zeichensatz (HD44780A00) enthält einen fast kompletten ASCII-Zeichensatz (ohne Backslash und Tilde) sowie japanische Katakana-Symbole und einige weitere Symbole. Andere Zeichensätze enthalten anstatt der Katakana-Zeichen kyrillische Zeichen oder Umlaute (HD44780A02). Teilweise weichen manche kyrillische Zeichensätze heutiger Nachbauten je nach Hersteller voneinander ab, da es hier keine Vorlage seitens Hitachis HD44780 gab.